# Gun Wahrenby
Gunborg (Gun) Elisabeth Wahrenby, född 13 januari 1918 i Solna, Stockholms län, död 22 februari 2014 i Västerleds församling, Stockholm
,, var en svensk målare, skulptör, tecknare och grafiker. 
Hon var dotter till spårvägsmannen Hjalmar Olof Ferdinand Blomquist och Elin Sofia Eriksson och gift 1943–1959. Efter avslutad skolgång var hon anställd på Kooperativa förbundet 1935–1954 där hon arbetade med reklam och dekorationsmålning. Efter att hon slutat sin anställning studerade hon vid Högre konstindustriella skolans avdelning för reklam och bokhantverk 1954–1956 och vid avdelningen för skulptur 1956–1958. Dessutom genomförde hon ett flertal studieresor till ett flertal av Europas länder samt till Amerika, Afrika och Asien. Bland hennes offentliga arbeten märks täljstensreliefen Uppståndelsen för Höganäsbolagen 1957. Hon medverkade i Stockholmssalongerna på Liljevalchs konsthall. Som illustratör illustrerade hon bland annat bokverket Forntiden och illustrationer och teckningar för ett flertal tidskrifter.  
Wahrenby är gravsatt i minneslunden på Bromma kyrkogård.